# Reinsberg (Basse-Autriche)
Pour les articles homonymes, voir Reinsberg.
Reinsberg est une commune autrichienne du district de Scheibbs en Basse-Autriche.